# Nurbank
Die Nurbank (kasachisch Нұрбанк; russisch Нурбанк) ist ein Kreditinstitut aus Kasachstan mit Sitz in Almaty. Sie ist an der Kasachischen Börse gelistet.

## Geschichte
Die Nurbank wurde am 24. April 1992 als kleine Regionalbank in Atyrau gegründet; am 3. Oktober erhielt sie die Bankzulassung. Die Regionalverwaltung des Gebiets Atyrau, die Eigentümer der Bank war, unterstützte deren Gründung. Mitte der 1990er Jahre beschloss die kasachische Regierung, dass öffentliche Körperschaften nicht mehr Eigentümer kommerzieller Unternehmen sein dürfen. Daraufhin übernahm ein Unternehmen von Rachat Älijew, dem Schwiegersohn des kasachischen Präsidenten Nursultan Nasarbajew, 75 Prozent der Anteile der Bank. Im Februar 1995 beschloss die Hauptversammlung die Rechtsform in eine offene Aktiengesellschaft zu ändern. 1997 begann die Nurbank mit dem Aufbau eines Filialnetzes im Land.
2003 wurde der Hauptsitz der Bank nach Almaty verlegt. Im folgenden Jahr wurde ein Büro in der russischen Hauptstadt Moskau eröffnet.
Im Jahr 2007 wurden Aibar Chassenow und Scholdas Timralijew, zwei Manager der Bank, entführt und ermordet; ihre Leichen wurden erst 2011 aufgefunden. Ab Mitte Mai 2007 ermittelten die kasachischen Behörden wegen Entführung gegen Älijew. Dieser wies jede Beteiligung an dem Verbrechen zurück und floh aus Kasachstan nach Österreich. Im Januar 2008 wurde er in Abwesenheit von einem kasachischen Gericht zu 20 Jahren Haft verurteilt. Nachdem es Anfang 2007 außerdem zum Bruch zwischen Nasarbajew und Älijew gekommen war, wurden die Mehrheitsanteile der Bank an Dariga Nasarbajewa, die Ex-Frau von Älijew und Tochter des kasachischen Präsidenten, und ihren Sohn Nurali Älijew überschrieben.
2010 verkauften Nasarbajewa und Älijew einen Großteil ihrer Anteile an Sofia Särsenowa, die somit zur Eigentümerin der Bank wurde. 2012 wurde die JP Finance Group Hauptaktionär der Bank.

## Unternehmensstruktur
Die Nurbank verfügt über folgende Tochtergesellschaften (Stand 31. Dezember 2019):
- Nur-Leasing (Leasingdienstleistungen)
- Money Experts (Finanz- und Maklerdienstleistungen, Anlageportfoliomanagement, Finanzberatung)
- NB (Erwerb von zweifelhaften und schlechten Vermögenswerten der Mutterbank)